# Rytigynia
Rytigynia är ett släkte av måreväxter. Rytigynia ingår i familjen måreväxter.

## Dottertaxa tillRytigynia, i alfabetisk ordning[1]
- Rytigynia acuminatissima
- Rytigynia adenodonta
- Rytigynia argentea
- Rytigynia bagshawei
- Rytigynia beniensis
- Rytigynia binata
- Rytigynia bomiliensis
- Rytigynia bridsoniae
- Rytigynia bugoyensis
- Rytigynia canthioides
- Rytigynia caudatissima
- Rytigynia celastroides
- Rytigynia claessensii
- Rytigynia claviflora
- Rytigynia congesta
- Rytigynia constricta
- Rytigynia dasyothamnus
- Rytigynia decussata
- Rytigynia demeusei
- Rytigynia dewevrei
- Rytigynia dichasialis
- Rytigynia dubiosa
- Rytigynia eickii
- Rytigynia erythroxyloides
- Rytigynia ferruginea
- Rytigynia flavida
- Rytigynia glabrifolia
- Rytigynia gossweileri
- Rytigynia gracilipetiolata
- Rytigynia griseovelutina
- Rytigynia hirsutiflora
- Rytigynia humbertii
- Rytigynia ignobilis
- Rytigynia kigeziensis
- Rytigynia kiwuensis
- Rytigynia krauseana
- Rytigynia laurentii
- Rytigynia lecomtei
- Rytigynia leonensis
- Rytigynia lewisii
- Rytigynia liberica
- Rytigynia lichenoxenos
- Rytigynia longicaudata
- Rytigynia longipedicellata
- Rytigynia longituba
- Rytigynia macrostipulata
- Rytigynia macrura
- Rytigynia madagascariensis
- Rytigynia mayumbensis
- Rytigynia membranacea
- Rytigynia monantha
- Rytigynia mrimaensis
- Rytigynia mutabilis
- Rytigynia neglecta
- Rytigynia nigerica
- Rytigynia nodulosa
- Rytigynia obscura
- Rytigynia orbicularis
- Rytigynia parvifolia
- Rytigynia pauciflora
- Rytigynia pawekiae
- Rytigynia pergracilis
- Rytigynia pseudolongicaudata
- Rytigynia pubescens
- Rytigynia rhamnoides
- Rytigynia rubiginosa
- Rytigynia rubra
- Rytigynia ruwenzoriensis
- Rytigynia saliensis
- Rytigynia sambavensis
- Rytigynia senegalensis
- Rytigynia setosa
- Rytigynia seyrigii
- Rytigynia squamata
- Rytigynia stolzii
- Rytigynia subbiflora
- Rytigynia syringifolia
- Rytigynia torrei
- Rytigynia uhligii
- Rytigynia umbellulata
- Rytigynia verruculosa
- Rytigynia xanthotricha